# 차오연
차오연(車五硏, 1998년 4월 15일 ~ )은 대한민국의 축구 선수이며 포지션은 수비수이다. 현재 화성 FC 소속이다.

## 클럽 경력
FC 서울의 U-18팀인 오산고등학교를 졸업하고 한양대학교를 거쳐 2020 시즌 FC 서울에 입단하였다.
2021년 9월 1일 뉴스기사에 따르면 차오연은 음주운전을 하며 8경기 출전금지를 당했다.
2023년 1월 6일, K리그2의 천안 시티 FC로 임대 이적했다.

## 국가대표팀 경력
2015년 FIFA U-17 월드컵에 참여하는 대한민국 U-17 축구 국가대표팀 최종명단에 포함되었다.